# Саранчуківська сільська територіальна громада
Саранчуківська сільська громада — територіальна громада в Україні, в Тернопільському районі Тернопільської области. Адміністративний центр — с. Саранчуки.
Площа громади — 223,0 км², населення — 6472 осіб (2020).
Утворена 10 серпня 2017 року шляхом об'єднання Вільховецької, Котівської, Рибниківської, Саранчуківської та Тростянецької сільських рад тодішнього Бережанського району.
Від 12 червня 2020 року у склад громади увійшли населені пункти Божиківської, Літятинської, Мечищівської, Слов’ятинської рад колишнього Бережанського району та Шумлянської сільської ради колишнього Підгаєцького району.
19 липня 2020 року, в результаті адміністративно-територіальної реформи та ліквідації Тернопільського району, село увійшло до складу новоутвореного Тернопільського району.

## Населені пункти
У складі громади 19 сіл:
- Базниківка
- Божиків
- Вільховець
- Волощина
- Діброва
- Квіткове
- Котів
- Кути
- Літятин
- Мечищів
- Молохів
- Надорожнів
- Нова Гребля
- Рибники
- Саранчуки
- Слов'ятин
- Тростянець
- Червоне
- Шумляни